# Hans Friedrich von der Kettenburg
Hans Friedrich von der Kettenburg (* 21. Mai 1671 auf Groß Wüstenfelde; † August 1753 in Güstrow) war ein deutscher Jurist, mecklenburgischer und holsteinischer Diplomat am kaiserlichen Hof in Wien und Hofgerichtspräsident in Güstrow.

## Leben
Hans Friedrich von der Kettenburg stammte aus dem seit 1623 in Mecklenburg ansässigen Zweig des niedersächsischen Adelsgeschlechts von der Kettenburg. Er war der jüngste Sohn von August Julius von der Kettenburg († 9. Oktober 1676) und der Catharina Oelgard von Lehsten. Nach dem frühen Tod seines Vaters heiratete seine Mutter Philipp Cuno von Bassewitz auf Dalwitz; Henning Friedrich und Joachim Otto von Bassewitz waren seine Halbbrüder.
Ab Mai 1688 studierte er Rechtswissenschaften an der Universität Rostock. 1689 ging er an die Universität Jena. Im September 1691 kam er an den Hof von Herzog Bernhard I. von Sachsen-Meiningen, ohne offiziell in dessen Dienste zu treten. Er begleitete Herzog Bernhard auf einer Reise nach Gotha, Altenburg und Wolfenbüttel und den beinahe gleichaltrigen Erbprinzen Ernst Ludwig nach Nürnberg, Heilbronn und Frankfurt am Main. Für den Herzog unternahm er eine erste private diplomatische Mission an den Hof zu Zeitz.
1692 trat er als Hofjunker in den Dienst von Herzog Christian Albrecht (Schleswig-Holstein-Gottorf) und wurde 1693 Kammerjunker. Sein Stiefvater erwirkte über Herzogin Magdalena Sibylla in Güstrow, Christian Albrechts Schwester, dabei die Erlaubnis, dass Kettenburg, wenn es die Umstände erfordern sollten, sich beurlauben und für Mecklenburg tätig werden könnte.
Nach dem Tod des Güstrower Herzogs Gustav Adolf erbaten die mecklenburgischen vereinten Landstände von dem inzwischen zur Regierung gekommenen Herzog Friedrich IV. von Schleswig-Holstein-Gottorf Kettenburg zu beurlauben und schickten ihn im August 1695 als mecklenburgischen Gesandten an den kaiserlichen Hof in Wien. Hier war er in die Verhandlungen um die mecklenburgische Erbfolge beteiligt. 1698 unterbrach er die Tätigkeit als mecklenburgischer Gesandter kurz wegen der Hochzeit (und den dazugehörenden Verhandlungen) Friedrichs IV. mit Prinzessin Hedwig Sophia (1681–1708), einer Tochter von König Karl XI. von Schweden. Ab Oktober 1698 war er wieder in Wien und verhandelte bis 1701 Einzelheiten der kaiserlichen Kommission für Mecklenburg.
Sein weiteres Wirken wurde durch den Tod von Friedrich IV. am 19. Juli 1702 in der Schlacht bei Klissow und den Aufstieg von Georg Heinrich von Görtz bestimmt.
Friedrich IV hinterließ einen erst 1700 geborenen minderjährigen Erben, Prinz Karl Friedrich von Schleswig-Holstein-Gottorf.  Die Einrichtung einer vormundschaftlichen Regierung war überaus kompliziert. Nicht nur das Interesse des nächsten Agnaten und Bruders des verstorbenen Herzogs, Christian August von Schleswig-Holstein-Gottorf als Administrators, und zweier herzoglicher Witwen, der Gemahlinnen Christian Albrechts und Friedrichs IV., besonders der letzteren als Mitregentin, waren dabei mit dem Interesse des minderjährigen Prinzen zu vereinigen. Die Situation wurde dadurch noch komplizierter, dass es von dänischer Seite Bestrebungen gab, die bisherigen Holstein-gottorpischen Minister Magnus von Wedderkop und dessen Schwager Johann Ludwig von Pincier bei der Einrichtung der Vormundschaftsregierung als dänische Untertanen für sich in Anspruch zu nehmen, und Schweden mit beteiligt war.
Auf Empfehlung der in Kiel residierenden Herzoginwitwe Friederike Amalie, Christian Albrechts Witwe und Friedrichs IV. Mutter, erhielt von der Kettenburg die Aufgabe die Regelungen auszuarbeiten, da er nicht als Untertan oder Parteigänger Dänemarks galt. Christian August von Schleswig-Holstein-Gottorf als Administrator ernannte Kettenburg zum Geheimrat, und mit Verhandlungen in Dänemark und Schweden gelang es diesem, einen Plan zur Administration des Herzogtums auszuarbeiten.  Ebenso übertrug ihm Christian August das Amt eines Hofmeisters bei seiner Frau, Albertine Friederike von Baden-Durlach.
1704 heiratete er in Kiel Friederika Amalia von Ranzau aus dem Hause Tralau, einzige Tochter des Hofmarschalls Otto von Ranzau und Ottilia von Harthausen.
Mit dem Tod der älteren Herzoginwitwe 1704 und dem Aufstieg von Georg Heinrich von Görtz wurde Kettenburgs Position schwieriger. Görtz und Kettenburg überwarfen sich 1706. Kettenburg nahm seinen Abschied und versuchte sich als Gutsherr auf Fresenhagen (Stadum), was jedoch in einem Konkurs endete. Er ging nach Mecklenburg zurück und wurde Hofmeister bei der in Mirow residierenden Witwe von Adolf Friedrich II. von Mecklenburg-Strelitz, Emilie von Schwarzburg-Sondershausen.
1720, nach dem Fall von Görtz, der 1719 in Stockholm hingerichtet worden war, wurde Kettenburg durch Vermittlung seines Halbbruders Henning Friedrich von Bassewitz als holsteinischer Gesandter reaktiviert und wiederum nach Wien geschickt. Hier gelang es ihm 1726, kaiserliche Subsidien für Holstein-Gottorf auszuhandeln.
1728 fiel von Bassewitz bei Herzog Karl Friedrich in Ungnade und wurde seiner Ämter enthoben. Die auf Intrigen beruhenden Vorwürfe gegen Bassewitz, die Karl Friedrich durch den Kabinettsrat von Muhlius auch in Wien verbreiten ließ, machten es Kettenburg auf die Dauer unmöglich, weiter im herzoglichen Dienst zu bleiben. Er suchte 1732 um seine Entlassung nach, die auch gewährt wurde, und kehrte nach Mecklenburg zurück.
Eine erneute Entsendung als holsteinischer Gesandter an den Reichstag nach Regensburg lehnte er ab, ebenso die Wahl zum Landrat durch die mecklenburgischen Landstände.
Als jedoch 1736 das mecklenburgische Land- und Hofgericht in Güstrow durch den kaiserlichen Kommissar Herzog Christian Ludwig II. wiederhergestellt wurde, nahm er die Berufung zu dessen Präsidenten an und wirkte hier bis zu seinem Tod.
Er hinterließ einen Sohn, Philipp Cajus von der Kettenburg, der Württembergischer Geheimer Rat und Oberhofmeister wurde und 1759 starb, sowie zwei Töchter, Friderike Elisabeth, die später als junge Witwe Erzieherin der Prinzessinnen in Mirow wurde, und Catharina Maria, die unverheiratet blieb.

## Auszeichnungen
- 1738 St.-Annen-Orden